# Ian St John
John "Ian" St John (Motherwell, Escocia, 7 de junio de 1938 - Merseyside, Inglaterra, 1 de marzo de 2021) fue un futbolista, comentarista y presentador de televisión británico.
Debutó como jugador de fútbol en 1956 en las filas del Motherwell F. C., el club de su ciudad natal, en el que destacaría por sus registros goleadores como delantero. En 1961 fue contratado por el Liverpool F. C. a petición del técnico Bill Shankly y se convirtió en una pieza clave del equipo durante los años 1960, con la conquista de dos campeonatos de liga (1964 y 1966), la FA Cup de 1965 y tres Charity Shield. A nivel internacional jugó para la selección de fútbol de Escocia.
Después de retirarse en 1973 estuvo entrenando durante unos años al Motherwell y al Portsmouth. En 1979 se convirtió en comentarista deportivo y luego se asoció con el exfutbolista Jimmy Greaves para presentar un programa de resúmenes, Saint and Greavsie, que se emitió en ITV desde 1985 hasta 1992 con buenas críticas por su estilo desenfadado.
St John es miembro de Salón de la Fama del Fútbol Escocés desde 2008.

## Clubes

### Como jugador
| Club                  | País       | Año         | Partidos | Goles |
| --------------------- | ---------- | ----------- | -------- | ----- |
| Motherwell F. C.      | Escocia    | 1956 - 1961 | 113      | 80    |
| Liverpool F. C.       | Inglaterra | 1961 - 1971 | 336      | 95    |
| Hellenic F. C.        | Sudáfrica  | 1971        | 23       | 4     |
| Coventry City F. C.   | Inglaterra | 1971 - 1972 | 18       | 3     |
| Tranmere Rovers F. C. | Inglaterra | 1972 - 1973 | 9        | 1     |

### Como entrenador
| Club             | País       | Año         |
| ---------------- | ---------- | ----------- |
| Motherwell F. C. | Escocia    | 1973 - 1974 |
| Portsmouth F .C. | Inglaterra | 1974 - 1977 |